# Tōta Kaneko
Tohta Kaneko (en japonés: 金子 兜太, Chichibu, 23 de septiembre de 1919-Kumagaya, 20 de febrero de 2018) fue un escritor japonés.
Estudió en la Universidad de Tokio y trabajó para el Banco de Japón. Comenzó a escribir poesía (haiku) bajo la tutela de su padre Mitsuharu Kaneko.

## Premios
- 2005 : Premio Cikada
- 2008 : Persona de mérito cultural
- 2010 : Premio Kan Kikuchi
- 2015 : Premio Asahi